# Крилата Перемога з Брешії
Крилата Перемога з Брешії (італ. Vittoria alata di Brescia) — бронзова скульптура доби Стародавнього Риму.

## Історія побутування
Крилата Перемога з Брешії належить до найкраще збережених бронзових скульптур, датована I століттям нашої ери. Вважають, що це римська стилізація під оригінал доби еллінізму, створена в роки правління імператора Веспасіана.
Римський скульптор переробив якийсь зразок, що нагадує скульптуру — Венера Мілоська, трохи змінивши руку фігури. В її руках був щит з написом, як то видно на гравюрі-реконструкції 1888 року.
Скульптура була знайдена випадково 20 липня 1826 року (була частково розібрана і захована, аби завадити її вивозу з міста в період 4–5 століть разом з іншими речами з бронзи).

## Галерея

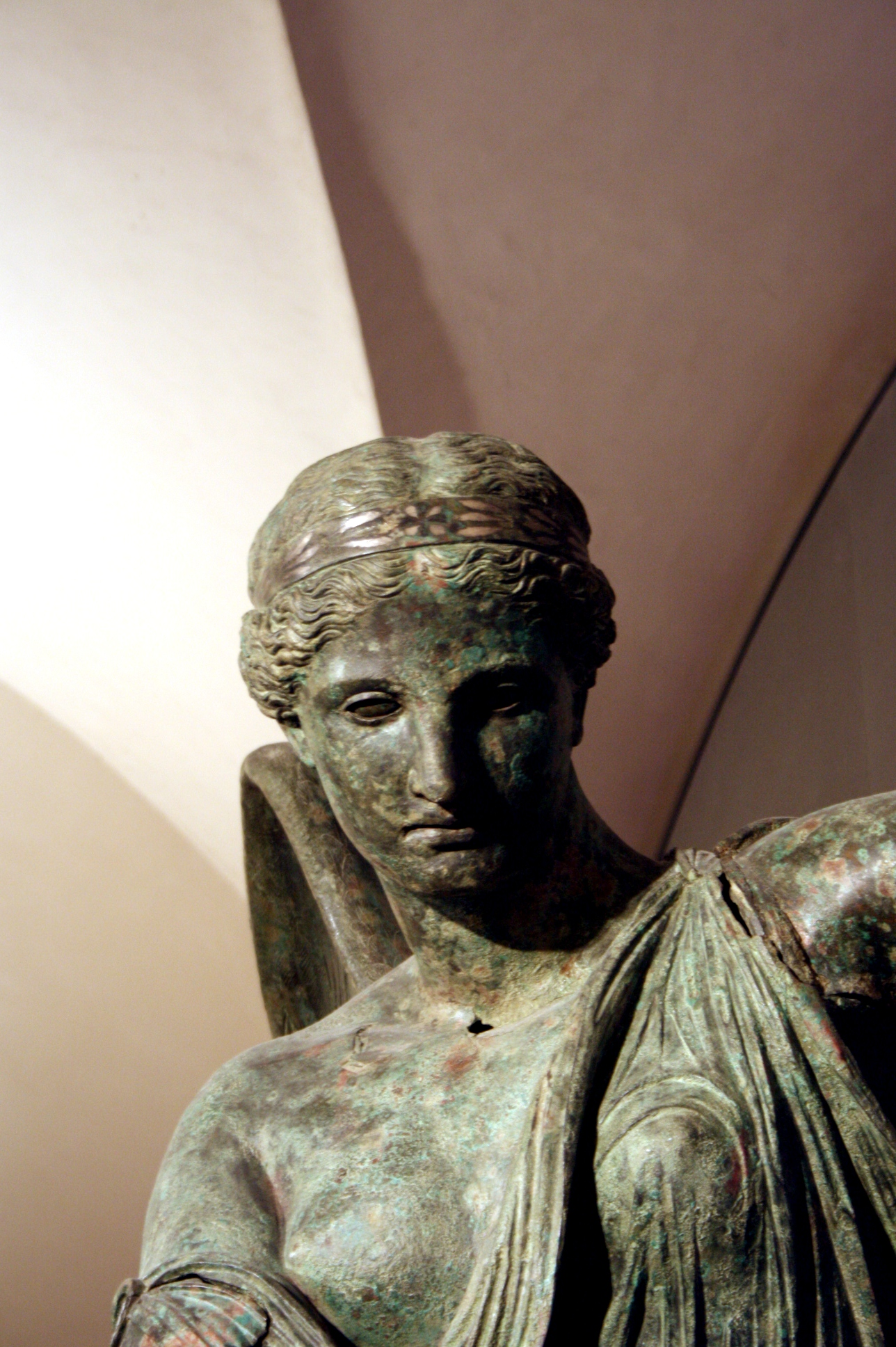
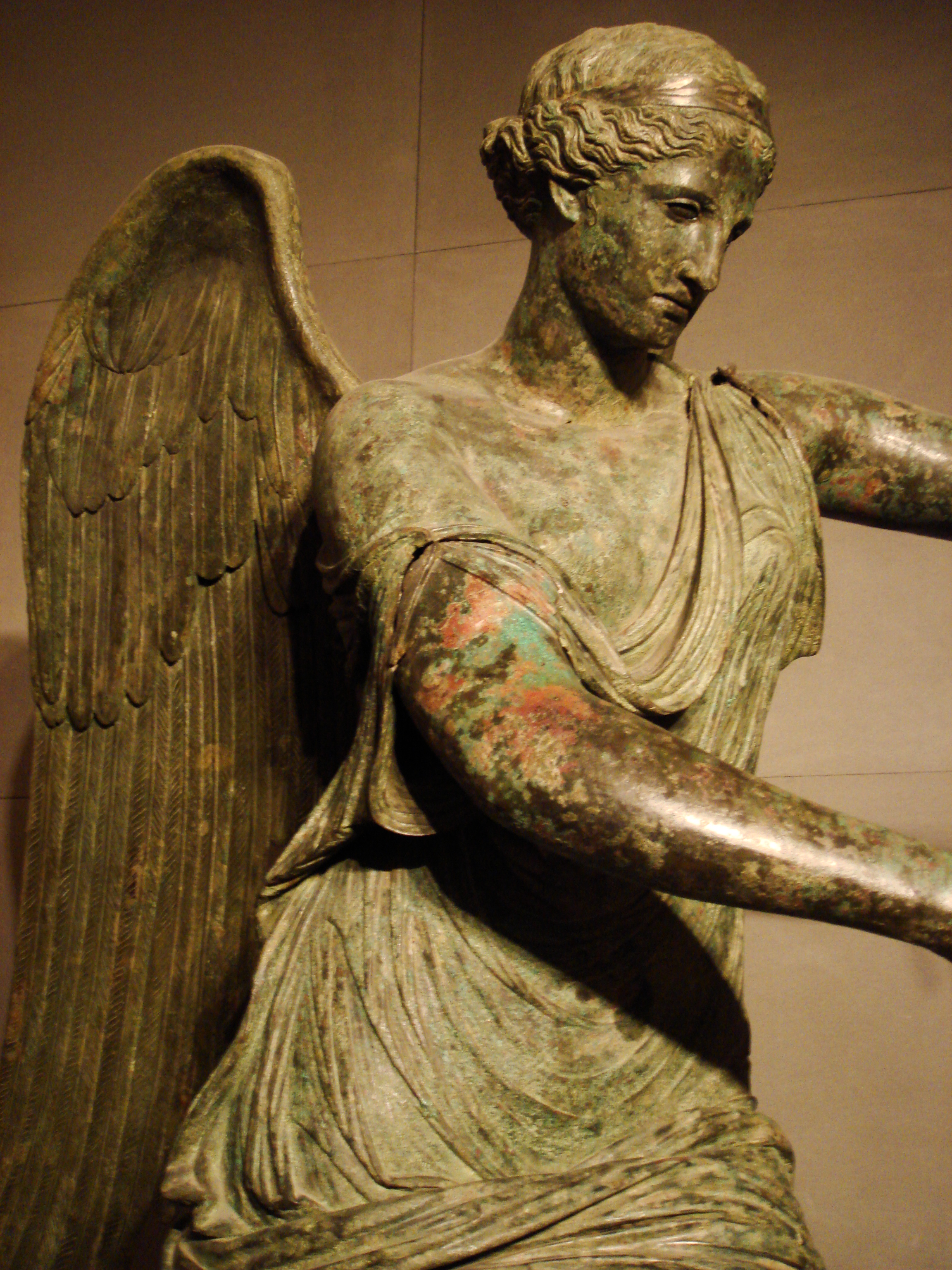
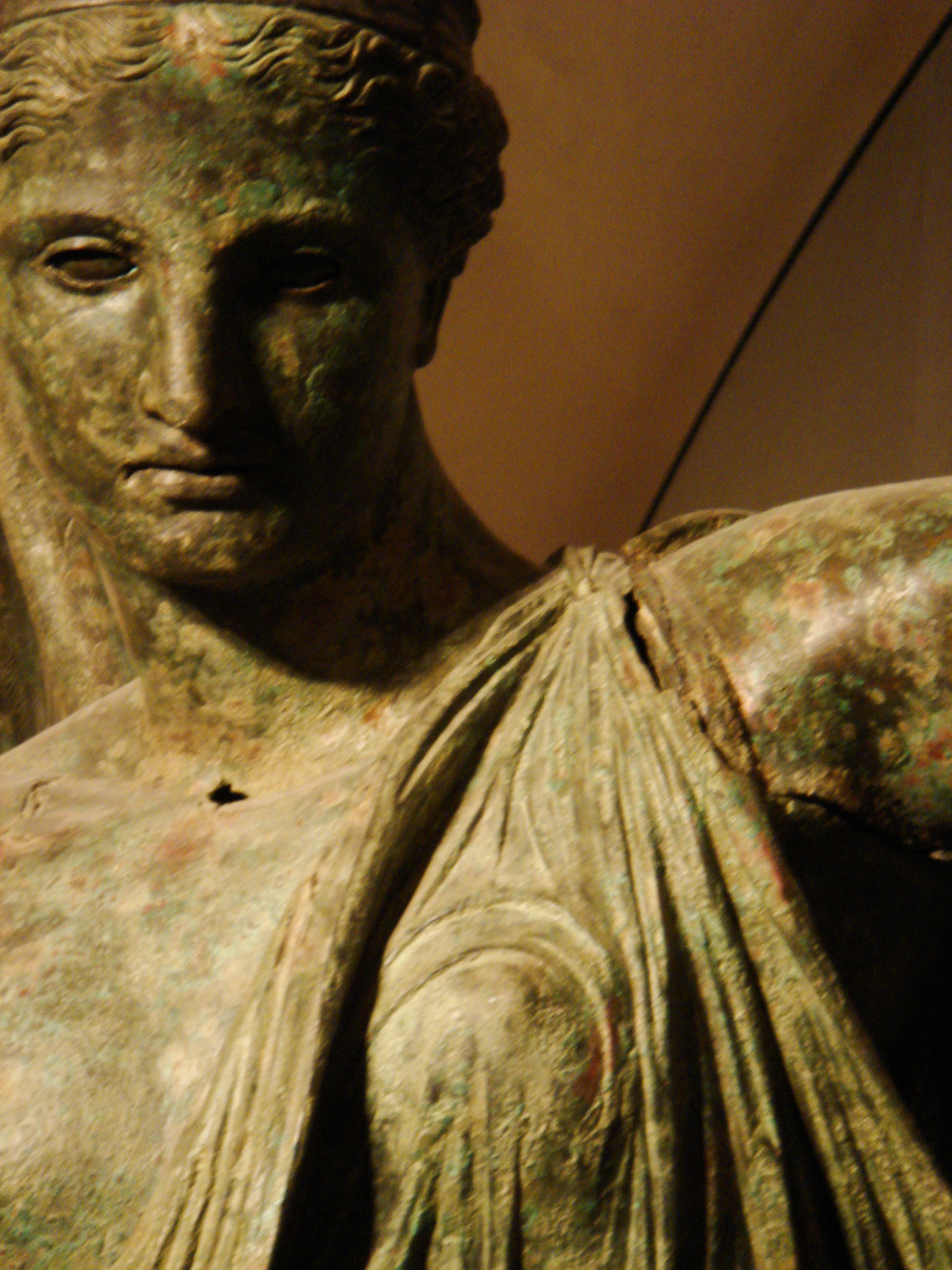
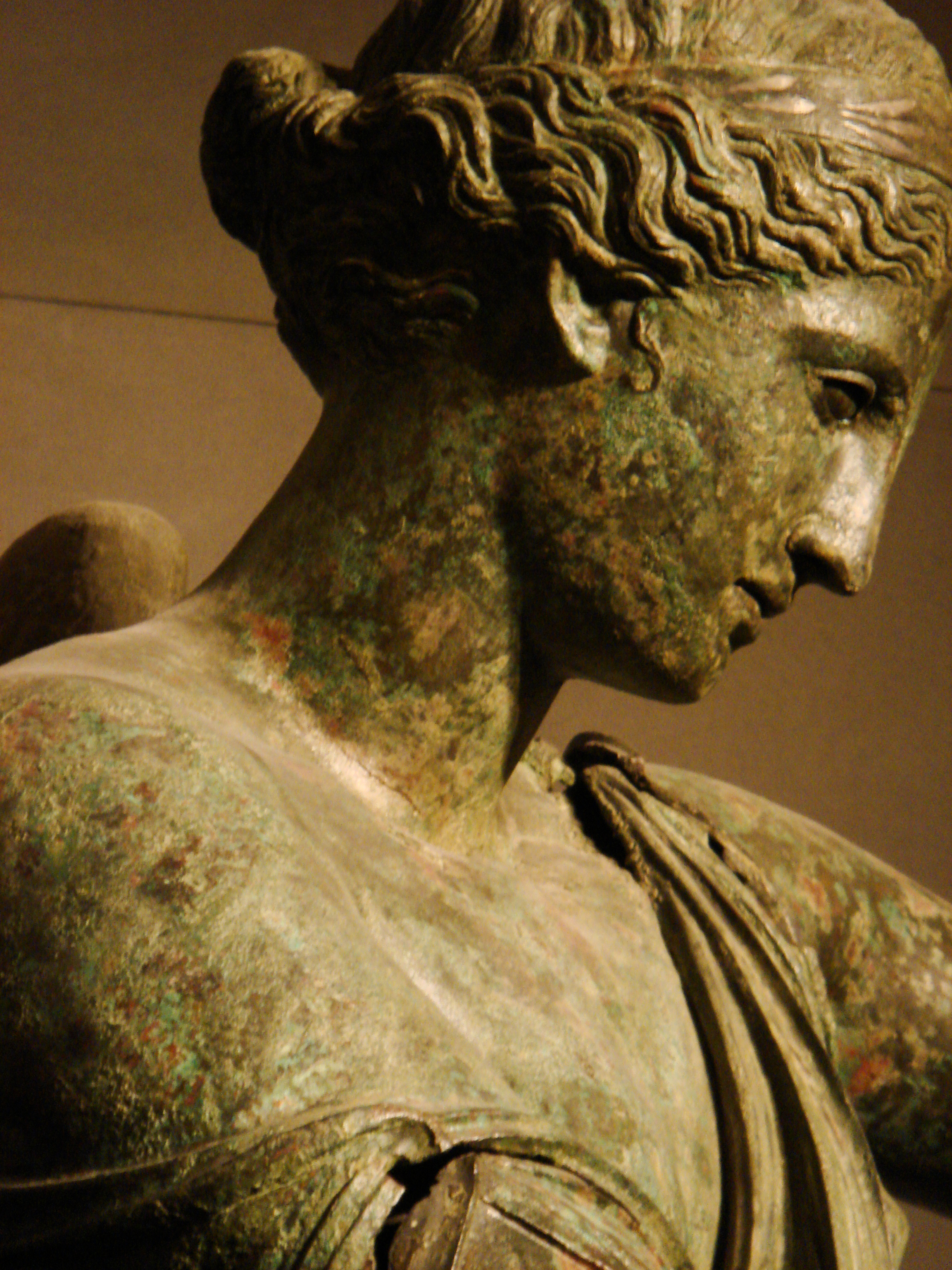
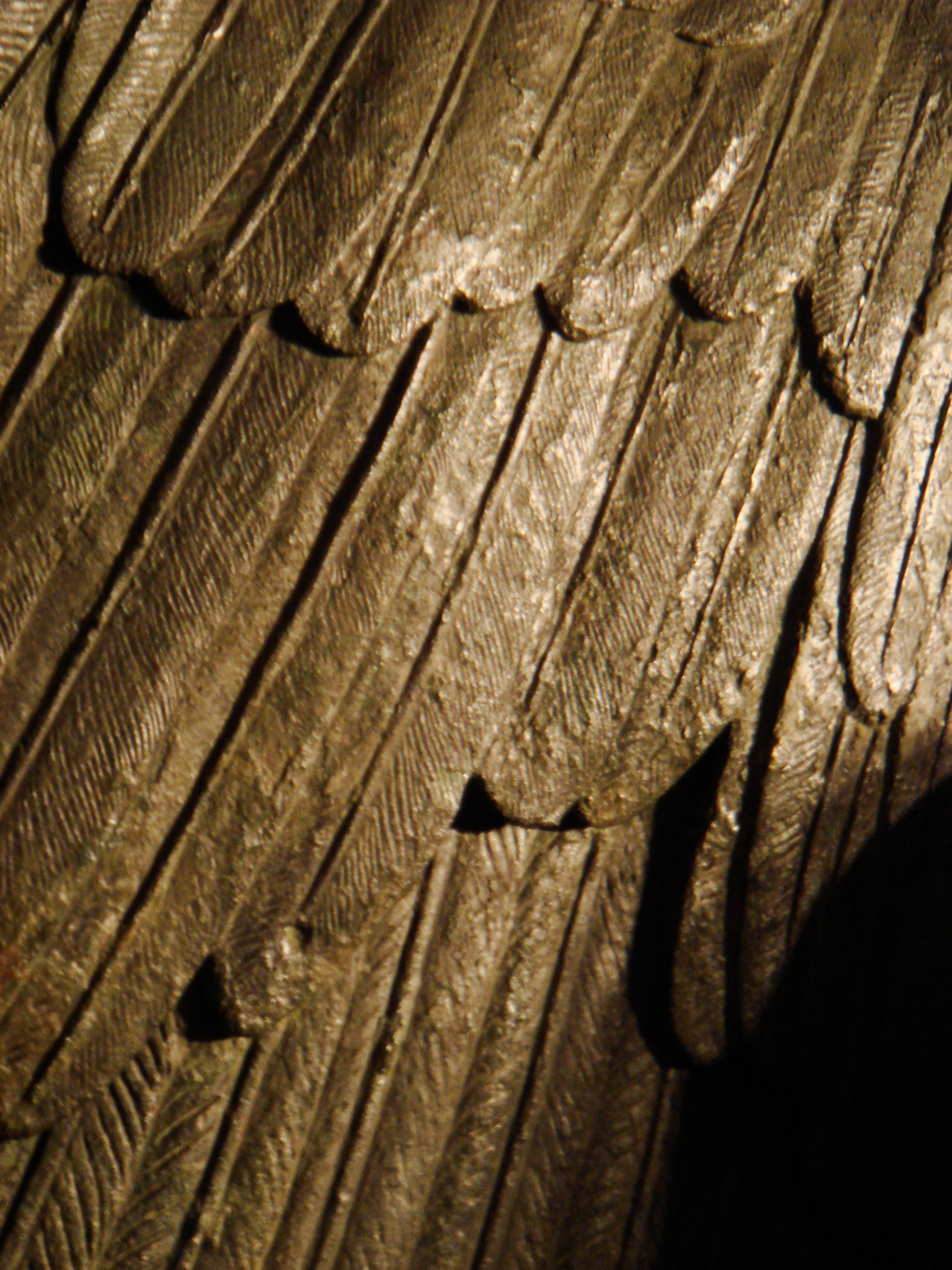
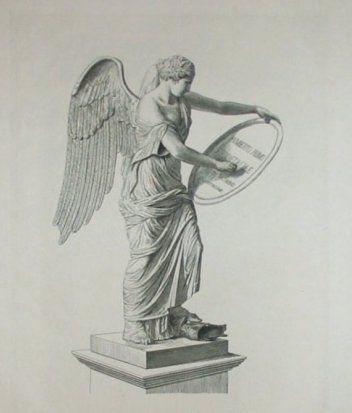
Гравюра 1888 року з Крилатою Перемогою